# زنبورخوار رنگین‌کمانی
زنبورخوار رنگین‌کمانی یا زنبورخوار رنگارنگ (نام علمی: Merops ornatus) نام یک گونه از سرده زنبورخوار است.